# میلاد نوری دیجوجین
میلاد نوری دیجوجین هافبک فوتبال ایرانی است که از سال ۲۰۱۴ تاکنون برای باشگاه فوتبال صبای قم در لیگ برتر ایران بازی می‌کند.
او در گذشته بازیکن تیم باشکاهی نفت تهران بود.